# Kabirhat Upazila
Kabirhat Upazila är ett underdistrikt i Bangladesh. Det ligger i den sydöstra delen av landet, 130 km sydost om huvudstaden Dhaka.
Trakten runt Kabirhat Upazila består till största delen av jordbruksmark. Tropiskt monsunklimat råder i trakten. 